# Bridgewater Bridge (Tasmanien)
Die Bridgewater Bridge ist eine Stahlhubbrücke über den Derwent River im Südosten des australischen Bundesstaates Tasmanien. Der Midland Highway (N1) verläuft über sie und verbindet den Brooker Highway (N1) und den Lyell Highway (A10) in Granton auf dem Südufer des Flusses mit dem East Derwent Highway (B32) und die Boyer Road (B10) in Bridgewater auf dem Nordufer.
Sie besteht aus einer Hubbrücke und einem Damm, der diese Hubbrücke mit dem Nordufer verbindet. Über die Brücke werden der zweistreifige Highway und die eingleisige Bahnstrecke Hobart–Launceston geführt. Im Bereich der Hubbrücke kommt ein Fußweg dazu.
Da die Brücke im Verlauf der Hauptverkehrsstraße von Hobart nach Launceston liegt, kann ein Anheben der Brücke, je nach Tages- und Jahreszeit, zu erheblichen Verkehrsstaus führen.

## Geschichte
Die Bridgewater Bridge war eine der ersten Brücken, die in Tasmanien nach der britischen Besiedelung 1803 gebaut wurde. Nach ihr wurde auch die Siedlung am nördlichen Ufer benannt. Vizegouverneur George Arthur veranlasste den Bau von Brücke und Damm als Teil der Fernstraße zwischen Hobart und Launceston, die einen leichteren Zugang zum Bauernland im Zentrum Tasmaniens ermöglichte.

### Der Damm
Die Bauarbeiten am Flussübergang begannen 1829. Der Damm, der als erstes entstand, wurde von 200 Sträflingen gebaut. Diese Sträflinge, die nichts als Schubkarren, Schaufeln, Pickel und ihre schiere Muskelkraft hatten, bewegten 2 Mio. t Erde, Steine und Lehm. Der fertige Damm erstreckte sich über 1,3 km, querte aber nicht den gesamten Fluss. Der ursprüngliche Plan sah offenbar den Bau eines Viaduktes vor, wurde aber verworfen und die schon zur Hälfte fertiggestellten Bögen verfüllt, sodass der heutige Damm entstand.

### Die ersten Brücken
Nach der Fertigstellung des Damms wurde zunächst ein Stocherkahn zum Übersetzen über die tiefe Fahrrinne des Flusses genutzt, konnte das Verkehrsaufkommen aber bald nicht mehr bewältigen. Die erste Brücke an dieser Stelle des Flusses wurde daher 1849 eröffnet. Sie wurde vom Architekten und früheren Sträfling James Blackburn (1803–1854) geplant. Es war eine Drehbrücke und konnte um 90° gedreht werden, um Schiffen die Durchfahrt zu ermöglichen. Ende der 1870er-Jahre verlangte die Launceston–Hobart Railway Änderungen am Damm, sodass sie ihre Schienen darüber legen konnten. Der Damm wurde verbreitert und die Brücke wurde ebenfalls abgeändert.
Am 22. Juli 1886 fuhr ein Zug über die Brücke, wobei die Lok entgleiste, kippte und schließlich am südlichen Ende der Drehbrücke in gefährlicher Lage über dem Wasser hing. Lokführer und Heizer wurden verletzt, aber es waren keine Todesfälle zu beklagen und auch die Maschine konnte geborgen werden. Als Grund für den Unfall wurde eine mangelhafte Passung der Schienen beim Schließen der Brücke festgestellt. Also änderte man die Brücke erneut, um dieses Problem zu beseitigen. So diente die Brücke noch einige weitere Jahrzehnte dem Verkehr und wurde erst Anfang des 20. Jahrhunderts durch eine neue Drehbrücke ersetzt. Das Drehlager und die Sandsteinauflager stehen heute noch und sind bei der Fahrt in Richtung Norden links der heutigen Brücke zu sehen.
Sowohl die erste als auch die zweite Brücke verliefen nicht gerade vom Ende des Damms, sondern beschrieben eine leichte Rechtskurve. Die zweite Drehbrücke ließ man stehen, als die heutige Hubbrücke gebaut wurde, damit der Verkehr während des Baus nicht eingestellt werden musste. Somit weicht die heutige Brücke erheblich von der Linie des Damms ab.

## Die heutige Hubbrücke

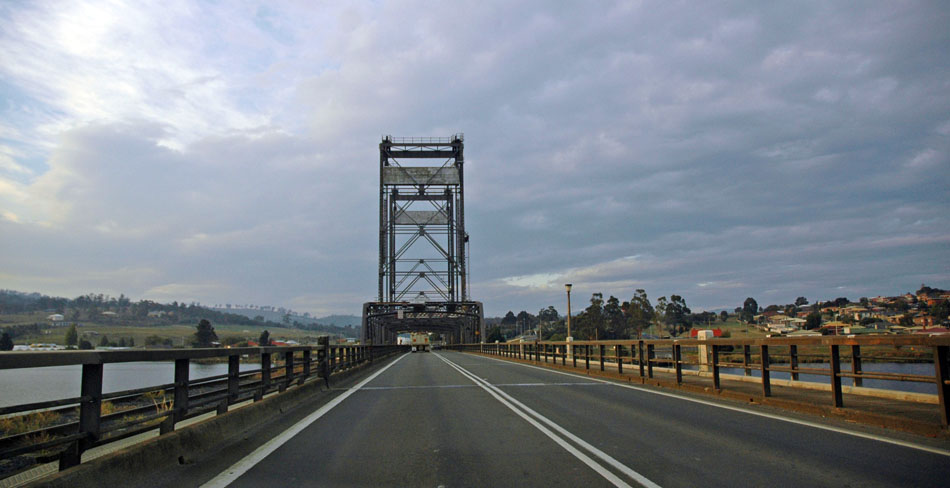
Bridgewater Bridge (Richtung Norden). Die Eisenbahntrasse verläuft auf der linken (westlichen) Seite von Damm und Brücke

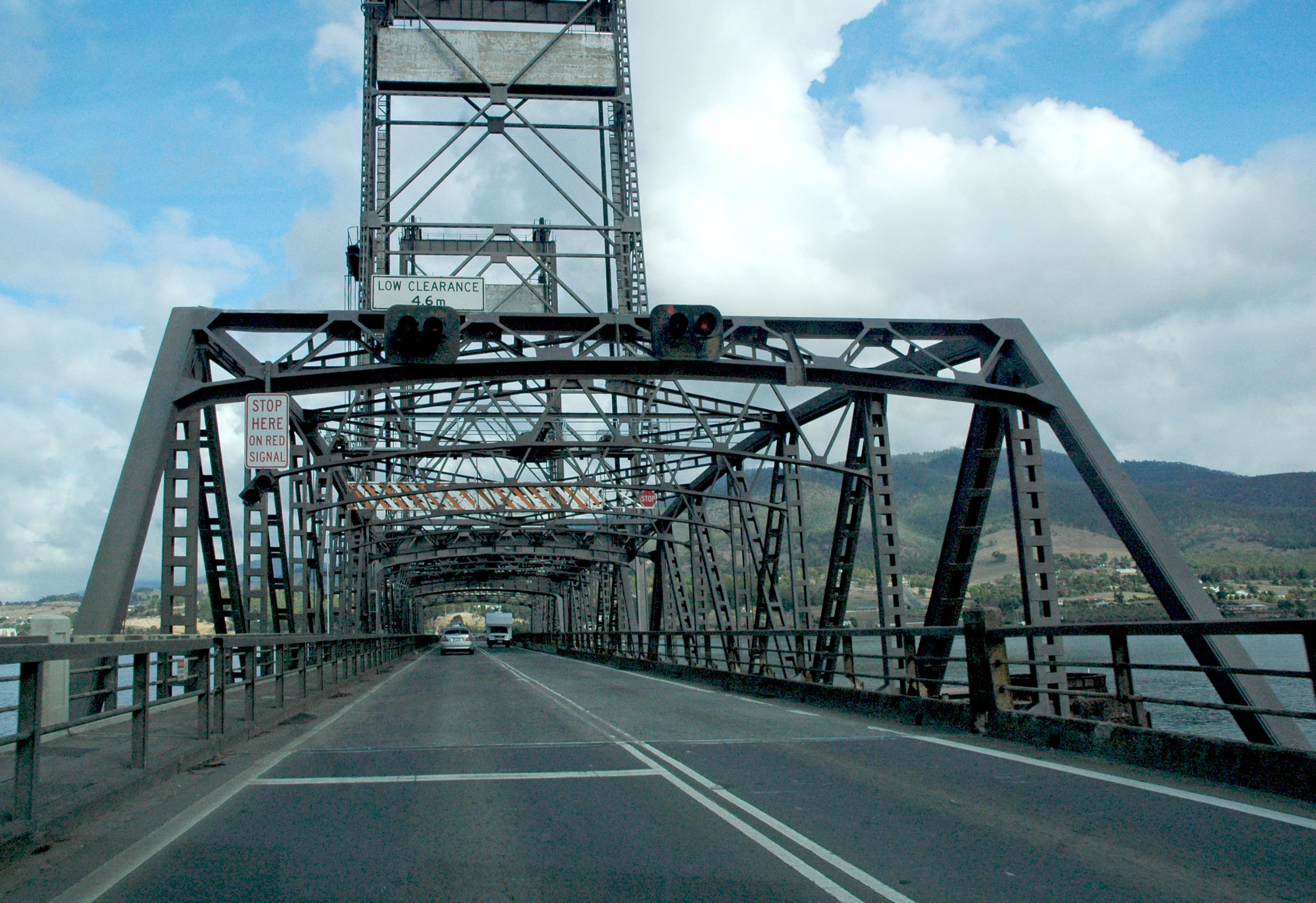
Bridgewater Bridge von der nördlichen Auffahrt in Bridgewater aus

Der Bau der heutigen Stahlhubbrücke über den Derwent River wurde 1939 begonnen. Er wurde nach kurzer Zeit durch den Zweiten Weltkrieg unterbrochen, aber 1946 wurde die Brücke schließlich fertiggestellt. Die Verbindung besteht aus einer langen Betonbrücke, die vom Ende des Damms zur Hubbrücke führt, und der Hubbrücke selbst in der Nähe des Nordufers. Diese Hubbrücke ist eine der wenigen ihrer Art, die heute noch auf der Südhalbkugel existieren, und die größte in Australien. Sie wurde auf eine Lebenszeit von 100 Jahren ausgelegt. Auf der Hubbrücke steht ein kleines Brückenwärterhäuschen, in dem die Schalter und Ventile zum Anheben und Senken der Brücke untergebracht sind.
Bis 1984 transportierten die Australian Newsprint Mills (heute Norske Skog Papier) in Boyer bei New Norfolk weiter oben am Fluss all ihre Produkte auf dem Fluss. Viele Schiffe mit Papier verkehrten zwischen der Papierfabrik und den Lagerschuppen am Pavilion Point in Hobart. Daher musste die Brücke sehr oft geöffnet werden. Daher lebte ein Brückenwärter auf der Brücke, der sie bei Bedarf öffnete oder schloss. Als man sich entschloss, den Schiffstransport aufzugeben, benötigte man den Brückenwärter nicht mehr. Auch heute noch kann die Brücke geöffnet werden, was aber eher selten geschieht.
Wegen der mutwilligen Zerstörung des Brückenwärterhäuschens baute man in den Jahren 2003–2005 Überwachungskameras an der Hubbrücke ein.
Am 30. Oktober 2006 stellte man einen teilweisen Ermüdungsbruch an einem der Stahlseile für die beiden 170-to.-Gegengewichte aus Beton fest, die über der Fahrbahn hängen. Dies führte zu einer zeitweiligen Schließung der Brücke. Diese Schließung verursachte zu Stoßzeiten Verkehrsstauungen, besonders auf dem East Derwent Highway, da der Verkehr über die Bowen Bridge und die Tasman Bridge weiter flussabwärts geleitet werden musste. Die Stahlseile, die 1994 eingezogen worden waren, sollten 20 Jahre lang halten, hielten tatsächlich aber nur etwas mehr als die Hälfte dieser Zeit. Derzeit werden daher Untersuchungen über die Qualität der Unterhaltungsarbeiten an der Brücke angestellt.

## Ersatz der heutigen Brücke
2001 sagte die Bundesregierung AU-$ 100 Mio. für den Ersatz der Bridgewater Bridge zu, kurz nachdem die tasmanische Staatsregierung ihre Absicht bekundet hatte, südlich der heutigen Brücke eine neue Brücke bauen zu wollen. Nachdem nun jahrelang nichts in dieser Richtung geschehen ist, bringt die Staatsregierung nun Denkmalschutzgesichtspunkte beim Ersatz dieser Brücke ins Spiel. Nun soll die Brücke im Zuge des Baus der Ortsumgehung von Brighton und der Erneuerung des Midland Highway ersetzt werden.
Gegen Ende 2010 veröffentlichte die Staatsregierung Pläne einer neuen Querung des Derwent River in der Nähe der heutigen Brücke. Die neue Brücke soll nur der Überführung des Midland Highway dienen; Eisenbahnverbindung, örtlicher Straßenverkehr und Fußweg sollen weiterhin über die alte Brücke abgewickelt werden. Die Bridgwater Bridge wird als nicht mehr ausreichend für den Verkehr auf dem Midland Highway erachtet, aber sie hat einen wichtigen Denkmalcharakter und gilt als Landmarke in der Gegend.